# Championnats de France de triathlon longue distance 2011
Navigation
Édition précédente Édition suivante
Cet article présente les résultats du Championnats de France de triathlon longue distance 2011, qui a eu lieu à Dijon le dimanche 3 juillet 2011.

## Championnat de France de triathlon longue distance 2011

### Résultats

#### Homme
|        | Triathlète       | Temps           |
| ------ | ---------------- | --------------- |
| Or     | Sylvain Sudrie   | 3 h 51 min 16 s |
| Argent | Julien Loy       | 3 h 52 min 54 s |
| Bronze | Stéphane Poulat  | 3 h 54 min 37 s |
| 4      | Bertrand Billard | 4 h 01 min 42 s |
| 5      | Hervé Faure      | 4 h 01 min 47 s |
| 5      | Anthony Pannier  | 4 h 03 min 34 s |

#### Femme
|        | Triathlète                | Temps           |
| ------ | ------------------------- | --------------- |
| Or     | Delphine Pelletier        | 4 h 30 min 23 s |
| Argent | Juliette Benedicto        | 4 h 35 min 01 s |
| Bronze | Sabrina Godard-Monmarteau | 4 h 36 min 46 s |
| 4      | Camille Donat             | 4 h 41 min 17 s |
| 5      | Isabelle Ferrer           | 4 h 42 min 06 s |
| 6      | Anaïs Robin               | 4 h 50 min 39 s |